# The Stolen Heart
The Stolen Heart è un cortometraggio muto del 1913 diretto da Ralph Delmore.

## Produzione
Il film fu prodotto dalla Selig Polyscope Company.

## Distribuzione
Distribuito dalla General Film Company, il film - un cortometraggio di una bobina - uscì nelle sale cinematografiche statunitensi il 30 dicembre 1913.